# Wilsberg: Blinde Flecken
Blinde Flecken ist die 81. Folge der Fernsehfilmreihe Wilsberg. Die Folge ist seit Anfang April 2024 in der ZDFmediathek verfügbar und wurde am 13. April 2024 im Samstagabendprogramm des ZDF erstausgestrahlt.

## Handlung
Optiker Peter Oldendorp, der gerade um das Sorgerecht für seine 14-jährigen Tochter kämpft, engagiert Wilsberg wegen des Verdachts möglicher Manipulationen im
Familiengutachten. Wie Wilsberg herausfindet, hat Oldendorps Frau Natalie kein Verhältnis mit dem psychologischen Gutachter, dafür aber mit Ekki, was natürlich Konfliktpotential zwischen den Freunden birgt. Als der Gutachter erschossen wird, wird der zuvor mitunter impulsiv agierende Peter Oldendorp zum Tatverdächtigen. Eine Augenzeugin identifiziert diesen als den Mann, den sie am Tatort kurz vor dem Schuss gesehen habe.
Wilsberg indes glaubt nicht an die Schuld des Mannes. Natalie Oldendorp wird in ihrem Haus niedergeschlagen, während ihr Mann in Untersuchungshaft ist. Auch kann Wilsberg die Aussage der Augenzeugin plausibel erklären, sodass Peter Oldendorp nicht mehr als Täter infrage kommt. Wilsberg und Ekki ermitteln jetzt wieder gemeinsam im Arbeitsumfeld Natalie Oldendorps, die in einem Museum tätig ist. So hatte Natalie Probleme mit einem gewissen Steffen Freywald, ein sehr reicher Stifter, der mehrere Immobilien, GbRs und GmbHs besitzt, für den Natalie einmal eine Sammlung katalogisiert hat.
Overbeck kann den Halter eines Fahrzeugs ermitteln, der sich unweit der Schüsse aufgehalten hat, ein Mann namens Ilkner, der auch für Freywald arbeitet. Es stellt sich heraus, dass Natalie wegen Schulden einen historischen Schädel aus dem Museum gestohlen und an Freywald verkauft hat. Allerdings war dieser nur eine Kopie. Wilsberg und Ekki machen sich, unterstützt durch den Lockvogel Tessa Tilker, auf zu Freywalds Villa, um Beweise zu suchen. Sie werden von Ilkner überrascht. Ekki kann jedoch einen Notruf absetzen, sodass Overbeck rechtzeitig eintrifft, um Freywald und Ilkner zu verhaften.

## Produktion
Die Dreharbeiten fanden in der Zeit vom 10. Oktober 2022 bis zum 14. Dezember 2022 in Münster und Köln statt.
Der normalerweise in die Filme eingebaute Running Gag Bielefeld fehlt in dieser Episode der Krimireihe.
Am Ende und im Abspann der Episode ist der Titel Do It Again von Terry Callier aus dem Jahr 1979 zu hören.

## Rezeption

### Kritik
Das Team der TV Spielfilm gibt dem Film einen Daumen nach oben und resümiert: „Spaßige Wahrheitssuche mit vielen Richtungswechseln.“
Oliver Armknecht vergab auf film-rezensionen.de 4 von 10 Punkten. Die Folge beginne mit einer interessanten Konstellation, ansonsten sei der Film aber ziemlich langweilig, als Krimi außerdem „zu willkürlich, um ein Publikum zu beglücken, das gern selbst rätselt“. Laut Armknecht könnte man auch Wiederholungen ausstrahlen, da sich hier kaum etwas tut. Die Figuren und deren Konstellationen seien wenig bemerkenswert, das eigentlich emotionale Thema Sorgerecht dürfte einen hier relativ kalt lassen.
Tilmann P. Gangloff bezeichnet den Film bei evangelisch.de als wenig lustig und nicht sonderlich spannend. Allenfalls die Musik würde für eine gewisse Spannung sorgen.

### Einschaltquoten
Die Erstausstrahlung des Films am 13. April 2024 im ZDF sahen in Deutschland 5,98 Millionen Zuschauer, was einem Marktanteil von 26,1 % für den Sender entsprach.